# Pro Cycling Manager
Pro Cycling Manager (auch Radsport Manager Pro, früher Cycling Manager und Radsport Manager) ist eine Reihe von Radsport-Computerspielen, die von Cyanide entwickelt wird.
Ihren Ursprung hat die Serie im Cycling Manager aus dem Jahr 2001, welcher wie der zweite Teil in Deutschland den Titel Erik Zabels Cycling Manager trägt. Seither folgen jährlich Fortsetzungen. Teil 3 und 4 trugen in Deutschland den Titel Radsport Manager und seit 2005 wird die Serie unter dem Titel Pro Cycling Manager beziehungsweise in Deutschland teilweise als Radsport Manager Pro vermarktet. Neben den PC-Versionen gibt es Konsolen-Ableger, die den Titel Tour de France tragen.
In den Spielen der Pro-Cycling-Manager-Reihe übernimmt man die Kontrolle eines Profi-Radsportteams der UCI. Man trainiert die Fahrer, handelt Verträge aus und muss die Finanzen überwachen. Dazu werden einem Ziele gesetzt, die man erfüllen muss, um bei seinem Rennstall unter Vertrag zu bleiben. Das Hauptaugenmerk des Spiels liegt jedoch auf dem 3D-Modus. Man steuert bei den Rennen die Fahrer seines Teams selbst, indem man ihnen Kommandos gibt, ihren Einsatz ändert, sie angreifen/sprinten lässt oder sie zu Nachführarbeit bewegt.
Um die Rennen möglichst realistisch zu gestalten, unterscheiden sich die Radsportler in ihren Attributen (Klettern, Zeitfahren, Sprinten, Kopfsteinpflaster, Ausdauer, Hügel etc.).

## Erik Zabels Cycling Manager
- Publisher: Singularity Software
- Release: 10. Oktober 2001
- Originaltitel: Cycling Manager
- Coverathlet: Erik Zabel

Beim ersten Manager wurden nur die nötigsten Dinge des Straßenradsports umgesetzt. Es fehlten insgesamt viele Dinge, die für einen Manager essenziell sind. Ein Managermodus war so gut wie nicht vorhanden, so dass die einzige Möglichkeit, mit anderen Teams zu interagieren, darin bestand, Fahrer realitätsfern untereinander zu tauschen. Es gab keinen Trainings-, allerdings bereits einen Ermüdungsmodus. Die Grafik im 3D-Modus war veraltet, außerdem fehlten Kurven. Es gab lediglich 20 Teams (alle GS-I-Teams von 2001, mit Ausnahme von Liquigas und Tacconi Sport), davon 10 original lizenziert. Auszeichnen konnte sich der Manager jedoch durch realistische Bergetappen und Zeitfahren, wohingegen Sprintankünfte und klassische Rennen die absurdesten Rennverläufe hervorbringen konnten.
Der Rennkalender des Spiels beschränkte sich auf die wichtigsten Rennen des Radsportkalenders. Der Fokus lag auf den drei großen Landesrundfahrten (Giro d’Italia, Tour de France und Vuelta a España) und den Weltcuprennen, ergänzt durch wenige Etappenrennen (z. B. der Tour de Suisse) und Eintagesrennen.
Von der Fachpresse erntete das Spiel deshalb sehr negative Kritiken und Wertungen.
Trotz alledem bereitete der Manager vielen Radsport-Fans Spaß und es fand sich schnell eine Fangemeinde zusammen, so dass jährlich eine neue Ausgabe produziert werden konnte. Bis zum RSM 07 wurde der (gut funktionierende) Taktikbereich des Cycling Managers vermisst, der es erlaubte, vor Rennstart Teamtaktiken festzulegen.

## Erik Zabels Cycling Manager 2
- Publisher: Singularity Software
- Release: 22. August 2002
- Originaltitel: Cycling Manager 2
- Coverathlet: Erik Zabel

Im Vergleich zum Vorgänger war Erik Zabels Cycling Manager 2 erheblich umfangreicher. Der Managermodus wurde stark ausgeweitet, so konnte man nun Fahrer kaufen und verkaufen, ebenso gab es nun ein erstes Sponsorensystem. Auch ein Trainingsmodus wurde eingeführt, welcher jedoch unnötig kompliziert und für Einsteiger ungeeignet gestaltet wurde. Noch vieles andere war verbesserungswürdig, es fehlten noch immer einige Standards zeitgemäßer Managerspiele wie z. B. ein ausgedehnter Statistikbereich. Die Grafik wurde stark verbessert, so setzte man auf eine neue Grafik-Engine, ebenso gab es von nun an im 3D-Modus Kurven, welche im Vorgänger fehlten. Die Anzahl der Teams stieg auf 63, einige davon lizenziert.
In diesem Manager wurden die Sportgruppen erstmals realitätsgerecht in verschiedene Divisionen eingeteilt („Top Club“, „GS I“ und „GS II“), womit die Möglichkeit des sportlichen Aufstiegs/Abstiegs integriert wurde. Ferner war man nun nicht für jedes Rennen automatisch qualifiziert (sofern man nicht den Status eines Top Clubs innehatte), sondern musste sich beim Veranstalter um eine „Wildcard“ bewerben.
Die Ergebnisse bei Sprintetappen und einigen Klassikern (allen voran Paris–Roubaix) wurden deutlich verbessert, während die hügeligen Klassiker mitunter noch immer zufallsähnliche Ergebnisse hervorbrachten.
Mit der gestiegenen Anzahl an Teams wurde auch die Anzahl der Rennen erhöht, einige Rundfahrten (wie etwa die Deutschland Tour) waren später als offizieller Download verfügbar.
Auch ein erster Karrieremodus wurde mit diesem Manager eingeführt, was jedoch nichts daran änderte, dass auch diese Version zeitgemäßen Managerspielen anderer Sportarten noch immer recht weit hinterherhinkte.

## Radsport Manager 2003/2004
- Publisher: dtp entertainment AG
- Release: 3. Juli 2003
- Originaltitel: Cycling Manager 3
- Coverathlet: Tyler Hamilton

Der dritte Teil der Serie wartete in der deutschen Version mit einem neuen Namen auf. Bedingt durch die in Deutschland schwachen Verkaufszahlen der Vorgänger, entschied sich der neue deutsche Publisher dtp zum Namenswechsel. International blieb man bei „Cycling Manager“, da die Verkäufe vor allem in Frankreich überraschend gut waren. Auffallende Änderungen gab es allerdings auch im Spiel. 3D- und Managerpart wurden runderneuert, auffällig waren vor allem neue Animationen der Fahrer. Mit dieser Version wurden verschiedene Arten von Material (Rahmen, Laufräder, Helme etc.), Trainingslager und das Scouting von Nachwuchsfahrern in aller Welt eingeführt.
Die Anzahl der Teams wurde auf 40 reduziert, im Spiel waren die 30 GS-I-Teams des Jahres 2003 und zehn der besten GS-II-Mannschaften vertreten, davon ca. die Hälfte mit Originalnamen. Eingeteilt wurden diese Teams im Spiel jedoch in zwei realitätsfremde Divisionen à 20 Teams, die verschiedene Rennkalender hatten. Das Einladungssystem des Vorgängers wurde abgeschafft, was seitens der Spieler zu großer Kritik an Macher Cyanide führte. Jedoch wurde der Spielspaß auch durch etliche eklatante Bugs erheblich getrübt. Erst nach diversen Patches wurde der Manager spielbar. Die Rennergebnisse wurden (in der gepatchten Version) erneut verbessert, durch die Einführung neuer Attribute wie „Kopfsteinpflaster“ und „Hügel“ konnten die Klassiker erheblich realistischer gestaltet werden, auch das Sprintsystem gilt als eines der besten der Serie. Negativ waren vor allem die Zeitfahrten, die zum einen überdurchschnittlich viele Überraschungssieger produzierten und zum anderen unrealistisch geringe Zeitabstände hatten. In Fachkreisen gilt das Spiel als eines der schwächsten der Serie.
Trotz aller Kritikpunkte verkaufte sich der Manager zum ersten Mal auch in Deutschland recht gut, begünstigt vor allem durch das Comeback von Jan Ullrich und dessen spannenden Zweikampf mit Lance Armstrong bei der Tour de France 2003.

## Radsport Manager 2004/2005
- Publisher: dtp entertainment AG
- Release: 25. Juni 2004
- Originaltitel: Cycling Manager 4
- Coverathlet: Jens Voigt

Beim Radsport Manager 2004/2005 legte Hersteller Cyanide seinen Fokus vor allem auf den Managerpart. So wurde z. B. der Trainingspart erneuert und Formhöhepunkte der Fahrer eingeführt. Außerdem wurden „Rennpunkte“ integriert, so dass Topfahrer nicht mehr nach Lust und Laune die ganze Saison über eingesetzt werden konnten. Das Sponsorensystem wurde realistischer gestaltet und der Umfang des Materials vergrößert. Man kehrte (in ähnlicher Form) zum Einladungssystem des Cycling Manager 2 zurück, die Teamanzahl wurde jedoch nicht vergrößert, die Spieler konnten sich aber über mehr lizenzierte Teams als in den Vorgängern freuen. Allerdings war der Umfang des Managers im Vergleich zu anderen zum selben Zeitpunkt noch immer ausbaufähig. Die Grafik dagegen wurde kaum verbessert, lediglich einige Kleinigkeiten wie realistischere Umgebungselemente, auf die Straße geschriebene Fahrernamen und berühmte Radsportschauplätze (z. B. der Rundkurs auf dem Champs-Élysées) wurden eingebaut. Bugs waren weiterhin sehr zahlreich vorhanden, die Verkaufsversion litt unter dem Druck, das Spiel pünktlich zum Start der Tour 2004 fertigzustellen.

## Radsport Manager Pro 2005/2006
- Publisher: Crimson Cow
- Release: 21. Juni 2005
- Originaltitel: Pro Cycling Manager
- Coverathlet: Jens Voigt

Im Gegensatz zum Vorgänger konzentrierte man sich nun primär auf den Grafikmodus, der Managerpart blieb zu großen Teilen identisch. Allerdings war es von nun an möglich, innerhalb einer Karriere das Team zu wechseln. Zur Saison 2005 reformierte die UCI den Radsport mit der Einführung der UCI ProTour. Im Radsport Manager versuchte man, die weitreichenden Änderungen bestmöglich umzusetzen, was trotz einer im Spiel integrierten Aufstiegs- und Abstiegsmöglichkeit (zur Motivationssteigerung für Manager von Professional Continental Teams) auch ordentlich gelang. Mit Ausnahme der ganz großen Teams waren fast alle Teams mit Originalnamen im Spiel vertreten, wählen konnten die Spieler zwischen allen ProTeams und Professional Continental Teams, abgesehen vom sportlich irrelevanten Wismilak International Teams aus Indonesien.
Der 3D-Modus wurde komplett erneuert. Die Grafik war für einen Manager nun sehr ansehnlich, Details wie verschiedene Sitzpositionen, Startnummern, Welt- und Landesmeisterstreifen an den Ärmeln der Trikots, sowie Arm- und Beinlinge wurden integriert. Des Weiteren gab es einen Streckeneditor, der es den Spielern ermöglichte, eigene Etappen zu kreieren. Cyanide erleichterte die Editierbarkeit seines Spiels ungemein, für die inzwischen große Fan-Community war es ein Leichtes, dem Spiel neue Rennen und Teams hinzuzufügen. Bugs waren erneut keine Seltenheit, im Vergleich zu den Vorgängern war jedoch ein Aufwärtstrend erkennbar. Durch eine in TV und Printmedien geführte Werbekampagne ist der Radsport Manager 2005 bis heute der bestverkaufte Teil der Spielserie.

## Radsport Manager Pro 2006 – Tour de France
- Publisher: Crimson Cow
- Release: 23. Juni 2006
- Originaltitel: Pro Cycling Manager, Season 2006
- Coverathlet: Ivan Basso

Für den Radsport Manager Pro 2006 konnte Cyanide die Tour de France für sich als Partner gewinnen. Die Rennen der A.S.O. sind nun mit Originalnamen und Führungstrikots im Spiel vertreten, so dass diese Rennen nicht mehr Namen wie z. B. „Frankreich Rundfahrt“ tragen. Auch nahezu alle Teams sind nun original lizenziert, von den großen Teams ist nur Discovery Channel mit Fantasienamen unterwegs („Lost Channel“). Im Managerpart erfolgten viele Detailverbesserungen, so z. B. ein neues Managerziel- und Trainingssystem. Die Grafik basiert auf der gleichen Engine wie beim Vorgänger, hinzugekommen sind jedoch HDRR, einige Details beim Streckendesign und vor allem die Animation von Zuschauern, die besonders bei Bergetappen nun zahlreich am Streckenrand stehen, Spaliere bilden und neben den Fahrern herlaufen können. Kommentiert wird das Renngeschehen in dieser Ausgabe von Eurosport-Kommentator Karsten Migels. Der Manager überraschte mit so wenig Bugs wie selten und gilt als bisheriger Höhepunkt der Spielserie, der in jedem Terrain mit sehr realistischen Ergebnissen aufwerten kann. Beeinträchtigt wurde der Verkauf des Spiels jedoch durch den Dopingskandal um den Mediziner Eufemiano Fuentes, in den auch der deutsche Radstar Jan Ullrich verwickelt ist. Im Spiel selbst spielt Doping seit der ersten Ausgabe keine Rolle, da man sonst nicht an die begehrten Lizenzen der Radteams käme.

## Radsport Manager Pro 2007
- Publisher: Crimson Cow
- Release: 28. Juni 2007
- Originaltitel: Pro Cycling Manager, Season 2007
- Cover: Ein Fantasiebild, mit Radfahrern auf den Champs-Élysées

Für den Radsport Manager Pro 2007 wurde der Managementpart stark überarbeitet. Entwickler Cyanide entsprach dabei dem Wunsch der Community, das Layout zu modernisieren. Des Weiteren ist der Managerteil nun komplexer und einfacher zu bedienen. Der Rennkalender ist jetzt auf jedem Managerscreen sichtbar und man kann mit Klicks auf die jeweiligen Rennen direkt bis zum gewünschten Datum simulieren. Eine Wochenzeitung stellt alle 7 Tage die wichtigsten Vorkommnisse in der Radsportwelt dar. Das Transfersystem wurde komplett überarbeitet. Der Spieler kann vor jedem Rennen, welches er simuliert, die Teamtaktik festlegen. Die KI der Fahrer und der Computer-Manager wurde verbessert. Eine Tagesform wurde eingeführt, welche die Leistung eines Fahrers während eines Rennens erheblich steigern, aber auch schwächen kann. Man kann eigene Fahrer gegnerische Fahrer beobachten lassen, um deren Tagesform herauszufinden. Die Grafik wurde wie jedes Jahr verbessert. Da aber das Hauptaugenmerk der Entwickler auf der Überarbeitung des Managerteils lag, gab es nur kleine Verbesserungen in der Streckenumgebung, bei den Starts und den Zieleinläufen. Die meisten Teams und Strecken sind wieder mit original Lizenzen im Spiel enthalten, auch die Tour de France ist weiterhin Partner des Spiels.
Zum ersten Mal erfolgte auch eine Umsetzung auf einer anderen Plattform. Neben der üblichen PC-Version erfolgte ein Release auf der PlayStation Portable. Diese konzentriert sich vor allem auf die 3D-Rennen.

## Tour de France 2008 – Der offizielle Radsport-Manager
- Publisher: Koch Media
- Release: PC: 24. Juni 2008; PSP: 11. Juli 2008
- Originaltitel: Pro Cycling Manager, Season 2008
- Cover: Ein Fantasiebild, mit Radfahrern im Grünen, gepunktetem und Gelbem Trikot

Der achte Manager dieser Reihe hat nun zum vierten Mal den Publisher gewechselt, nachdem der letztjährige Manager nicht die erhofften finanziellen Erwartungen Crimson Cows erfüllte. Crimson Cow kündigte aber im Frühjahr 2008 an, einen eigenen Manager zu veröffentlichen. Dies hätte für den Radsport Manager Pro bedeutet, dass es seit Jahren wieder ein Konkurrenzprodukt gäbe. Die Community erhoffte sich aber durch den Konkurrenzkampf zwei hochwertige Produkte, die beide um den kleinen Markt kämpfen.
Im Managerpart gab es zwei große Änderungen. Zum einen wurde das Trainingssystem überarbeitet und U-23-Rennen eingeführt. Das Trainingssystem wurde vom alten, bei dem der Spieler das ganze Jahr seine Fahrer überwachen und das Trainingspensum vor großen Events erhöhen musste, auf ein Fitnesspläne basierendes umgestellt. Bei diesen Fitnessplänen stellt man am Anfang des Jahres die Trainingsstärken für die gesamte Saison ein. Dabei plant man die Rennen für den Fahrer und erhöht dann dort das Pensum.
Durch die Einführung von U-23-Rennen versprachen sich die Entwickler ein besseres Erkennen von Talenten, um so das Spiel näher an den realen Radsport heranzuführen. Diese Rennen wurden auch von einem Großteil der Community gefordert. Leider kann der Spieler sie nicht im 3D-Modus spielen, sondern nur die Ergebnislisten auswerten. Fast schon Tradition sind die schon seit Jahren von den Fans geforderten Teile eines Managers, die diesen im Grunde ausmachen. Darunter ist ein stark ausgeprägter Finanzteil, welcher immer noch nur sehr sporadisch im Spiel vorkommt sowie ein übersichtliches Menu. Denn beim RSM 2008 muss man immer zwischen mehreren Fenstern hin und her springen, um alle Einstellungen vorzunehmen und Vergleiche zwischen Fahrern herzustellen.
Der 3D-Modus hatte im Vergleich zu den anderen Jahren auch einige grundlegende Änderungen erfahren. Obligatorisch waren die Verbesserungen im grafischen Bereich. Weiterhin wurde aber auch das Energiesystem verändert. Die drei Balken mit Gesamtenergie, die man mehrmals im Rennen aufladen konnte, Angriffsenergie und einem Balken, der bei hohem Aufwand stieg und wenn er voll war, einen Einbruch des Fahrers auslöste, wurde durch drei neue Anzeigebalken ersetzt. Ab diesem Spiel gab es einen Balken für die gesamte Energie, der im Laufe des Rennens abnahm und nicht wieder aufgefüllt werden konnte, einen Energiebalken für Anstrengungen und einen Angriffsbalken. Wenn der Balken für Anstrengungen leer war, konnte der Spieler kein hohes Tempo mehr mitgehen. Der Angriffsbalken leert sich bei Angriffen, füllt sich aber wieder schnell. Außerdem mussten die Fahrer nun auch mit Flaschen versorgt werden. Diese haben zwar keinen direkten Einfluss auf die Energie, aber bei einem Flaschenmangel erleidet der Fahrer einen sogenannten Hungerast. Durch die vielen guten Neuerungen und eine weitestgehende Bugfreiheit erhoffte sich die Community für 2009 noch eine weitere Steigerung des Radsport Managers.
Zudem gibt es, wie bereits in früheren Versionen, einen verwertbaren Editor, in dem sich die Daten der Fahrer, Teams und Rennen bzw. Etappen ändern lassen.